# 歷史法學派的哲學宣言
歷史法學派的哲學宣言（英語：The Philosophical Manifesto of the Historical School of Law）是德國政治哲學家卡爾·馬克思在1842年寫的手稿，他首次在1842年8月9日發表了關於婚姻的章節，但是隨後該刊物便因為審查而中斷出版，一直到1927年時完整的文章才正式發表。

## 外部連結
- The Philosophical Manifesto of the Historical School of Law, German text （页面存档备份，存于）